# Badlands (hudební skupina)
Badlands byla americká glammetalová skupina, kterou založil kytarista Jake E. Lee (ex-Ozzy Osbourne), zpěvák Ray Gillen a bubeník Eric Singer (ex-Black Sabbath) a baskytarista Greg Chaisson. Skupina hrála od roku 1988 až do roku 1993, a mezitím vydala tři studiová alba Bandlands, Voodoo Highway a Dusk.

## Historie
Skupinu založil kytarista Jake E. Lee poté co byl v roce 1987 z neznámého důvodu vyhozen od Ozzyho Osbourna. Jake se pustil do hledání frontmana, se kterým by založil novou skupinu. Setkal se zpěvákem Rayem Gillanem, který předtím krátce působil ve skupině Black Sabbath. Během několika týdnů Jake a Ray získali baskytaristu Grega Chaissona, kterého Jake potkal během konkurzu do skupiny Ozzyho Osbourna a Ray naverboval do skupiny bývalého kolegu z Black Sabbath bubeníka Erica Singera.
V červnu 1989 skupina vydala svoje debutové album Badlands, které dostalo pozitivní recenze. Skupina vydala hudební videa ke skladbám „Dreams in the Dark“ a „Winter's Call“ podobné Led Zeppelin, které obě získaly vysílání na MTV. Toto album se v žebříčku Billboard 200 umístilo na 57. místě.
V roce 1990 byl Eric Singer vyhozen ze skupiny, a později se připojil k sólové kapele Paula Stanleyho, a poté po smrti Erica Carra se připojil do rockové kapely KISS. Do skupiny přibrali bubeníka Jeffa Martina ze skupiny Racer X.
Mezi skupinou a Atlantic Records došlo k neshodám kvůli hudebnímu směřování a také mezi Rayem a jeho spoluhráči ohledně skladeb na budoucí album. Jenže krátce po turné na podporu debutového alba v roce 1990 bylo Rayovi diagnostikován AIDS a podle Jakeho začal být „opravdu hubený a nevypadal dost zdravě“.
V červnu 1990 skupina vydala druhé album Voodoo Highway. Během britského turné v roce 1992 Ray opustil skupinu, protože mezi Rayem a jeho spoluhráči vzrostlo napětí. Jake oznámill, že najal zpěvačku Debby Holiday ze skupiny Stilletto, aby nahradila Raye na jejich britském turné. než k tomu došlo, skupina rychle navrhla Raye, aby se vrátil do kapely a dokončil britské turné, než oficiálně opustí skupinu. V létě 1992 skupina ztratila nahrávací smlouvu s Atlantic Records a přesto začali skládat písně na nové třetí album.
Na začátku roku 1993 se skupina rozpadla, a ve stejném roce 1. prosince Ray Gillen zemřel ve svém domě v New Yorku na komplikace s AIDS. Ray svojí nemoc před ostatníma hudebníkama a spoluhráčema skupiny tajil. Třetí album Dusk na kterém před rozpadem skupina pracovala vydali až v prosinci 1998, tedy 5 let po smrti zpěváka Raye Gillena.

## Dřívější členové
- Jake E. Lee – sólová kytara (1988–1993)
- Ray Gillen – zpěv (1988–1993)
- Eric Singer – bicí (1988–1990)
- Greg Chaisson – baskytara (1988–1993)
- Jeff Martin – bicí (1990–1993)

## Diskografie
- Bandlands (1989)
- Voodoo Highway (1991)
- Dusk (1998)